# Sara Valenčič
Sara Valenčič est une joueuse slovène de volley-ball née le 22 août 1990. Elle mesure 1,78 m et joue au poste de réceptionneuse-attaquante. 

## Clubs
| Club                | De        | À         |
| ------------------- | --------- | --------- |
| Nova KBM Branik     | 2008-2009 | 2010-2011 |
| OK Luka Koper       | 2011-2012 | 2011-2012 |
| Dauphines Charleroi | 2012-2013 | 2012-2013 |
| OK Kamnik           | 2013-2014 | 2013-2014 |
| OK Luka Koper       | 2014-2015 | 2014-2015 |
| OK Gorica           | 2015-2016 | 2015-2016 |
| Topvolley Antwerpen | jan 2017  | mai 2017  |
| OK Kamnik           | 2018-2019 | 2018-2019 |
| OK Ankaran Hrvatini | 2019-2020 | …         |

## Palmarès
- Championnat de Slovénie
  - Vainqueur : 2009, 2011.
  - Finaliste : 2010, 2014.
- Coupe de Slovénie
  - Vainqueur : 2010, 2011, 2014.
  - Finaliste : 2009, 2015.
- Supercoupe de Belgique
  - Finaliste : 2012.